# Elisa Boldún
Elisa Boldún Corellano (Sevilla, ca. 1843/1847-València, 8 de maig de 1915) va ser una actriu de teatre espanyola.

## Biografia
Va néixer a Sevilla, segons la font el 1843 o 1847. Era filla de l'actor i dramaturg Calixto Boldún. La seva aparició en l'escena espanyola va ser molt precoç, ja als vuit anys es va presentar davant del públic al Teatre Principal de Cadis, prenent part en la representació de La archiduquesita, Hija y madre i La alegría de la casa.
El 1860, al costat de Julián Romea, el seu mestre, va dur a terme, en el teatre de Lope de Vega, el paper de Margarita en la comèdia de Mariano José de Larra La oración de la tarde. Va treballar després en el Teatre del Príncep en la companyia de P. Delgado, al costat de Teodora Lamadrid. Va passar després a Sant Sebastià, Granada, Valladolid, Saragossa, Barcelona i altres ciutats, representant tant tragèdies com comèdies. El 1866 va treballar amb Romea en el Teatre Español, i després amb Catalina i Matilde Díez. En acabar el seu èxit a l'Español, el 1874 va esdevenir primera actriu en el Teatre del Circo, amb Victorino Tamayo i Rafael Calvo. Més endavant, va abandonar la carrera en contraure matrimoni amb el doctor en Dret Federico Pascual y de Pedro (1843-1897) i passar a residir a València, ciutat on va morir el 8 de maig de 1915.
Entre les obres que va interpretar destaquen Gabriela de Vergy, La niña boba, Un drama nuevo, El abogado de pobres, La bola de nieve, El tanto por ciento, Los amantes de Teruel, El tejado de vidrio, D. Juan Tenorio, Un banquero, La Beltraneja, El pañuelo blanco, Crisálida y mariposa, Marcela o ¿a cuál de los tres?, Mi secretario y yo, Amor, honor y poder, Marta la piadosa, La vida es sueño, La jura en Santa Gadea, Amar a ciegas, Entre bobos anda el juego, Mujer gazmoña y marido infiel, Entre el deber y el derecho, Otello, Casa con dos puertas, La feria de las mujeres, Me voy de Madrid, La Redoma encantada, La escala de la vida, La novela de la vida, No hay mal que por bien no venga, El desdén con el desdén y Más vale maña que fuerza.